# Jorge Barrios
Jorge Walter Barrios Balestrasse (Las Piedras, Canelones, 24 de enero de 1961) es un exfutbolista y entrenador uruguayo, jugaba de mediocampista y es el máximo ídolo bohemio con vida. Una de las tribunas del estadio Alfredo V. Viera lleva su nombre.

## Trayectoria
Jorge “Chifle” Barrios debutó profesionalmente en el fútbol en el año 1977, jugando en el Montevideo Wanderers Fútbol Club. En este equipo permaneció hasta 1985, cuando dio el salto al fútbol europeo para incorporarse al Olympiakos de Grecia, donde estuvo hasta 1987. En ese año pasó al APO Levadiakos FC, también de la liga griega.
A fines de 1991 volvería a su Uruguay natal para incorporarse al plantel del Club Atlético Peñarol, donde permanecería por dos temporadas, 1992 y 1993. Con el club aurinegro se consagraría campeón del Campeonato Uruguayo de Primera División en 1993. Tras este logro, Barrios pasaría a jugar nuevamente en el Montevideo Wanderers, donde permanecería hasta su retirada profesional en el año 2000.

## Selección nacional
Ha sido internacional con la Selección de fútbol de Uruguay mayor en 60 ocasiones donde anotó 3 goles. Debutó con su selección el 18 de julio de 1980 contra Perú en un partido amistoso. Su último partido con la "celeste" fue el 2 de agosto de 1992.

### Participaciones en Copas del Mundo
| Mundial                        | Sede   | Resultado        | Partidos | Goles |
| ------------------------------ | ------ | ---------------- | -------- | ----- |
| Copa Mundial de Fútbol de 1986 | México | Octavos de final | 3        | 0     |

### Participaciones enCopa América
| Copa              | Sede          | Resultado | Partidos | Goles |
| ----------------- | ------------- | --------- | -------- | ----- |
| Copa América 1983 | Sin sede fija | Campeón   | 8        | 0     |

## Clubes
| Club                 | País    | Año       |
| -------------------- | ------- | --------- |
| Montevideo Wanderers | Uruguay | 1977-1985 |
| Olimpiacos           | Grecia  | 1985-1987 |
| Levadiakos           | Grecia  | 1987-1991 |
| Peñarol              | Uruguay | 1992-1993 |
| Montevideo Wanderers | Uruguay | 1993-2000 |

## Palmarés

### Campeonatos nacionales
| Título              | Club    | País    | Año  |
| ------------------- | ------- | ------- | ---- |
| Campeonato uruguayo | Peñarol | Uruguay | 1993 |

### Copas internacionales
| Título       | Club               | País    | Año  |
| ------------ | ------------------ | ------- | ---- |
| Copa de Oro  | Selección uruguaya | Uruguay | 1980 |
| Copa América | Selección uruguaya | Uruguay | 1983 |

(*) Incluyendo la selección

## Entrenador
Como entrenador, el "Chifle" ha dirigido a Montevideo Wanderers,  Sportivo Cerrito, Rampla Juniors, Niki Volou, Olympiakos Nikosia, Ionikos Nikeas, Doxa Dramas o A. O. Kavala.